# Simple Creatures
«Simple Creatures» — американская поп-рок-супергруппа, созданная в 2019 году вокалистом и басистом Blink-182 Марком Хоппусом и лидером All Time Low Алексом Гаскартом.

## История
Группа основана в 2019 году.
24 января 2019 года коллектив выпускает свой первый сингл «Drug» и клип на него.
По словам участников группы, первый EP выйдет в марте 2019 года
25 января 2019 года Марк Хоппус в своём интервью сказал, что первый мини-альбом будет называться Strange Love и в нём будет 6 песен.
22 февраля был выпущен заглавный сингл с будущего мини-альбома вместе с клипом на него.
29 марта был выпущен дебютный релиз группы — мини альбом Strange Love.

## Состав
- Марк Хоппус — вокал, бас-гитара (2019 — наст. время)
- Алекс Гаскарт — вокал, ритм-гитара (2019 — наст. время)

## Дискография

### Альбомы
- 2019 — Everything Opposite
- 2019 — Strange Love

### EP
- 2019 — Strange Love